# Cairn o' Mount
Cairn o' Mount är ett berg i Storbritannien.   Det ligger i kommunen Aberdeenshire och riksdelen Skottland, i den norra delen av landet, 600 km norr om huvudstaden London. Toppen på Cairn o' Mount är 301 meter över havet.
Terrängen runt Cairn o' Mount är kuperad åt nordväst, men åt sydost är den platt. Runt Cairn o' Mount är det glesbefolkat, med 20 invånare per kvadratkilometer. Närmaste större samhälle är Banchory, 17,8 km norr om Cairn o' Mount. Trakten runt Cairn o' Mount består till största delen av jordbruksmark.